# 格盧恩斯山

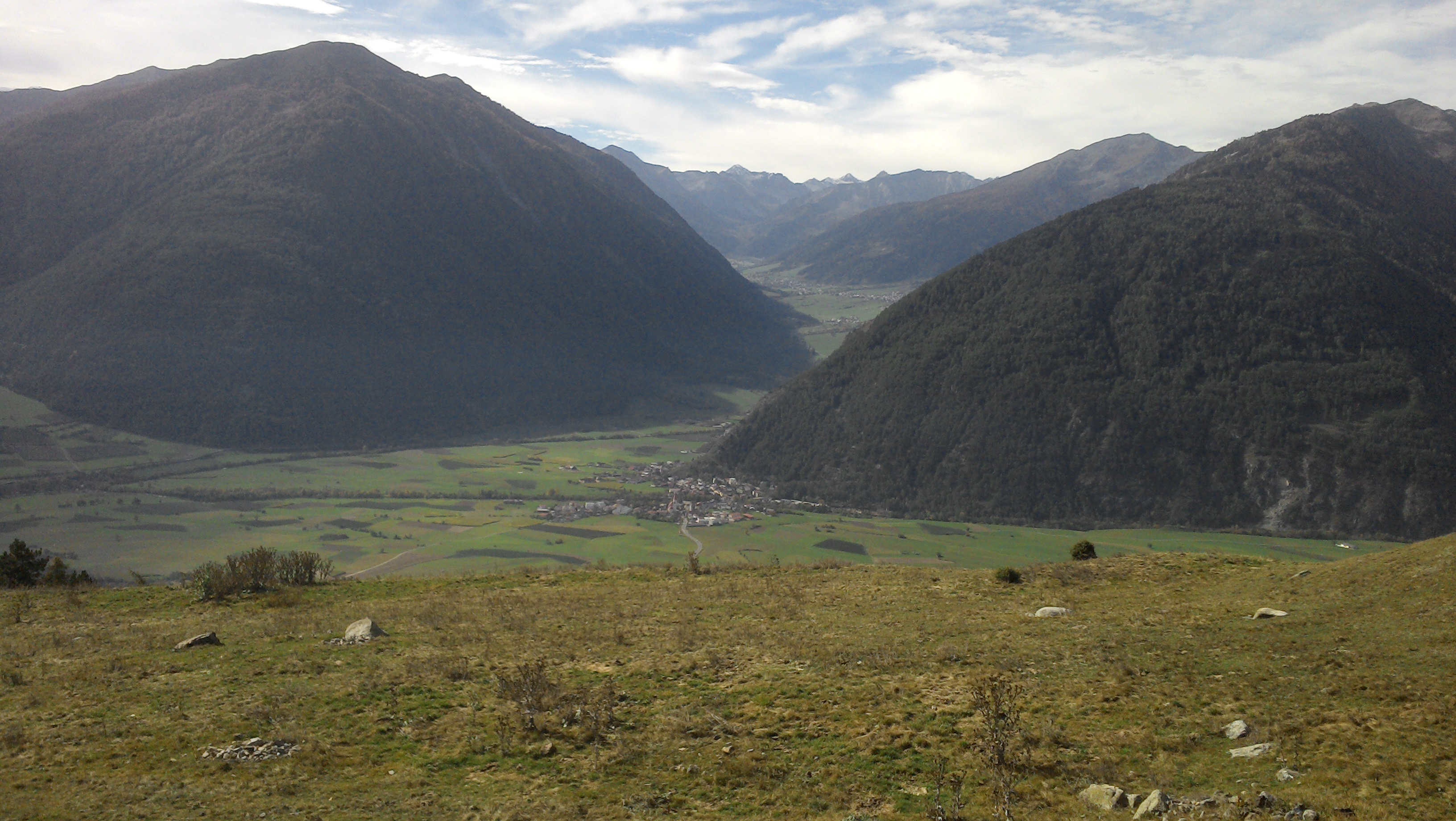

46°38′46″N 10°31′9″E / 46.64611°N 10.51917°E
格盧恩斯山（德語：Glurnser Köpfl）是意大利的山峰，位於該國東北部，由博爾扎諾-南蒂羅爾自治省負責管轄，屬於奥特莱斯山的一部分，海拔高度2,395米。